# Ballblazer
Ballblazer è un videogioco sportivo sviluppato da Lucasfilm Games e pubblicato nel 1985 da Epyx per Atari 8-bit. Insieme a Rescue on Fractalus!, è uno dei primi due titoli prodotti da Lucasfilm in collaborazione con Atari. Il gioco è stato convertito per diversi home computer. Le versioni per Atari 5200 e Atari 7800 sono state distribuite da Atari Corporation. Esiste inoltre un port del gioco per Famicom, pubblicato in Giappone da Pony Canyon.
Nel 1997 Factor 5 ha realizzato un remake del gioco dal titolo BallBlazer Champions.